# Bill Kaulitz
Bill Kaulitz (ur. 1 września 1989 w Lipsku) – niemiecki muzyk, piosenkarz, autor tekstów i osobowość medialna. Współzałożyciel i wokalista zespołu Tokio Hotel.

## Życiorys
Urodził się 1 września 1989 o godzinie 6:30 w Lipsku, jest młodszym synem Simone i Jörga W. Kaulitzów. Ma brata-bliźniaka Toma Kaulitza, starszego o 10 minut. Kiedy miał sześć lat, jego rodzice się rozstali. W 2009 jego matka wyszła za Gordona Trümpera, gitarzystę z niemieckiej grupy rockowej Fatun, który zainspirował braci Kaulitzów do zajęcia się muzyką – Bill od dziecka śpiewa, uczył się także gry na keyboardzie. Od dzieciństwa interesuje się również modą, często projektował i szył własne ubrania. 
Kiedy miał dziewięć lat, razem z Tomem Kaulitzem założyli zespół muzyczny Black Questionmark, który później przemianowali na Devilish. Występowali w klubie „Gröninger Bad” w swoim rodzinnym mieście, Magdeburgu, a podczas jednego z koncertów poznali Gustava Schäfera i Georga Listinga, z którymi zaprzyjaźnili się i w 2003 założyli zespół Tokio Hotel. W tym samym roku solowo wziął udział w telewizyjnym programie dla młodych talentów muzycznych Star Search.

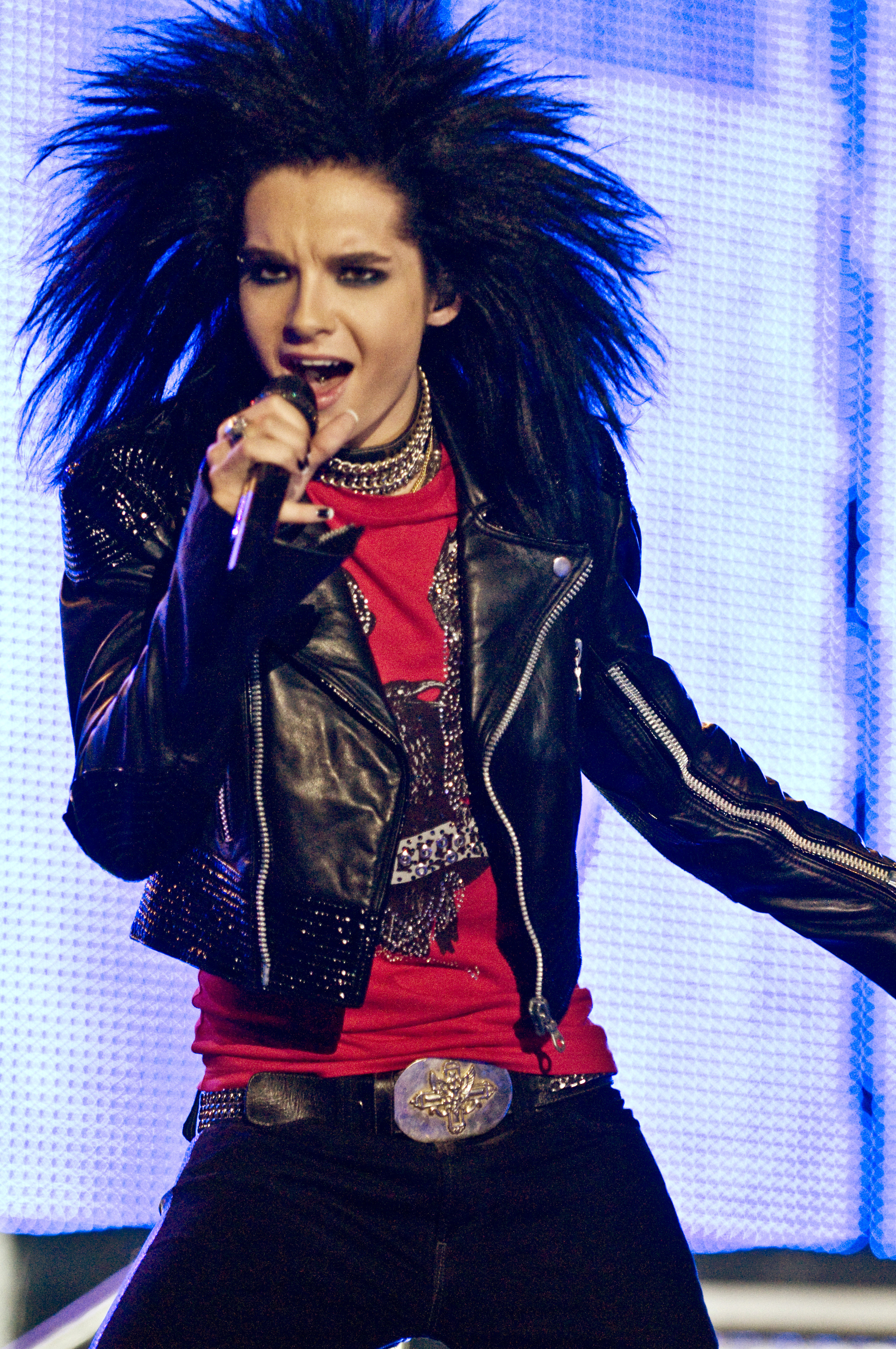
Kaulitz (2008)

Jego androgyniczny wygląd, młody wiek i specyficzne fryzury przyniosły mu popularność wśród wielu nastolatek. W sierpniu 2008 został wybrany najbardziej atrakcyjnym artystą na scenie przez czytelników hiszpańskiego magazynu „Hola”. W październiku 2009 znalazł się na 11. miejscu na liście najlepiej ubranych mężczyzn według magazynu „GQ”.
Użyczył głosu tytułowej postaci Artura w niemieckiej wersji filmów animowanych Artur i Minimki (2006) i Artur i zemsta Maltazara (2009). 30 września 2008 została odsłonięta figura woskowa Kaulitza w Muzeum Figur Woskowych Madame Tussaud w Berlinie.
Jesienią 2009 Karl Lagerfeld zaprosił go do udziału w sesji z okazji 30-lecia niemieckiej edycji „Vogue’a”. 19 stycznia 2010 otworzył i zamknął pokaz kolekcji marki Dsquared2 w Mediolanie. Współpracował wtedy z braćmi Danem i Deanem Catenami, co zaowocowało udziałem projektantów w przygotowaniach do trasy koncertowej Tokio Hotel Humanoid City Live. Zdjęcia Kaulitza były publikowane m.in. w magazynach: „Vogue”, „Harper’s Bazaar” oraz „GQ”.
W 2010 wraz z Alice Cooperem zaangażował się w kampanię reklamową sklepów Saturn. Następnie wraz z Tomem Kaulitzem został twarzą kampanii Audi i organizacji PETA w akcji sprzeciwiającej się wykorzystywaniu dzikich zwierząt w przemyśle rozrywkowym, szczególnie cyrkach. W tym samym roku przeprowadził się z bratem do Los Angeles, co tłumaczyli brakiem inspiracji i prywatności oraz atakami stalkerów. W 2013 wraz z Tomem Kaulitzem zasiadł w jury dziesiątej edycji programu Deutschland sucht den Superstar w RTL.
29 kwietnia 2016 wydał swój debiutancki solowy singiel „Love Don't Break Me”, a 20 maja tego samego roku – minialbum pt. I'm Not OK.
W 2018 pojawił się gościnnie w roli eksperta w programie rozrywkowym Germany’s Next Topmodel w ProSieben. W kolejnych latach wystąpił w jeszcze kilku programach rozrywkowych stacji: był jednym z jurorów talent show Queen of Drags (2019) i trenerem (razem z Tomem Kaulitzem) w 13. edycji muzycznego talent show The Voice of Germany (2023). W lutym 2021 nakładem Wydawnictwa Ullstein opublikował swoją książkę autobiograficzną pt. Career Suicide: Meine ersten dreißig Jahre, którą współtworzył z Dunją M. Pechner. Od sierpnia 2021 współprowadzi z Tomem Kaulitzem podcast Kaulitz Hills — Senf aus Hollywood. Wiosną 2023 zwyciężył w finale teleturnieju Wer stiehlt mir die Show?. Od maja 2023 razem z Tomem Kaulitzem współprowadzi program telewizyjny That's My Jam mit Bill & Tom Kaulitz w RTL. Jesienią 2023 bracia zostali trenerami w 13. edycji programu The Voice of Germany, a w 2024 premierę miał serial dokumentalny Netfliksa Kaulitz und Kaulitz opowiadający o ich życiu prywatnym.

### Życie prywatne
Obiektem zainteresowania mediów przez większość kariery medialnej Kaulitza jest jego życie prywatne, w tym orientacja seksualna. W serialu dokumentalnym Kaulitz und Kaulitz (2024) ujawnił, że do tej pory tworzył związki uczuciowe z heteroseksualnymi mężczyznami.
W 2022 uruchomił profil na platformie OnlyFans, a dochód z subskrypcji przekazuje na rzecz organizacji International Marine Mammal Project zajmującej się ochroną wielorybów i delfinów oraz ich siedlisk oceanicznych.

## Filmografia

### Dubbing
- Artur i Minimki jako Artur (2006)
- Artur i zemsta Maltazara jako Artur (2009)

### Aktor
- Szaleję za tobą (1994) jako Florian; niewymieniony w czołówce
- Tokio Hotel - Hinter die Welt (2017) jako on sam
- Kaulitz und Kaulitz (2024) jako on sam, Netflix